# ارل کورتون
ارل کورتون (انگلیسی: Earl Cureton؛ زادهٔ ۳ سپتامبر ۱۹۵۷) بازیکن بسکتبال اهل ایالات متحده آمریکا است. از باشگاه‌هایی که در آن بازی کرده‌است می‌توان به فیلادلفیا سونتی‌سیکسرز، نیو اورلینز پلیکانز، لس آنجلس کلیپرز، هیوستون راکتس، شیکاگو بولز، شارلوت هورنتس، تورنتو رپترز، المپیا میلان، و دیترویت پیستونز اشاره کرد.